# Botaurus
A Botaurus a madarak (Aves) osztályának a gödényalakúak (Pelecaniformes) rendjébe, ezen belül a gémfélék (Ardeidae) családjába és a bölömbikaformák (Botaurinae) alcsaládjába tartozó nem.

## Tudnivalók
Észak- és Közép-Amerikának, valamint Dél-Amerikának, Eurázsiának és Ausztrálázsiának megvan a saját Botaurus-faja; az északi fajok részben vándormadarak.
A négy élő faj nagytestű, világos csíkozással tarkított, barna tollazatú madár. A nagy nádasokban költenek. Rokonaiktól eltérően e nembéli madaraknál, a tojó egyedül költi ki és neveli fel a fiókákat. Habár nagytestű madarak, a Botaurus-fajokat igen nehéz meglesni, mivel félénkek és rejtőzködőek. Tollazatuk színe jól elrejti őket a környezetükben. Időnként repülnek is.
Táplálékuk halak, békák és egyéb víziállatok.

## Rendszerezés
A nembe az alábbi 4 élő faj és 1 fosszilis faj tartozik:
- amerikai bölömbika (Botaurus lentiginosus) (Rackett, 1813)
- brazil bölömbika (Botaurus pinnatus) (Wagler, 1829)
- ausztrál bölömbika (Botaurus poiciloptilus) (Wagler, 1827)
- bölömbika (Botaurus stellaris) (Linnaeus, 1758)
- †Botaurus hibbardi

### Fordítás
- Ez a szócikk részben vagy egészben  a   Botaurus című angol Wikipédia-szócikk ezen változatának fordításán alapul.  Az eredeti cikk szerkesztőit annak laptörténete sorolja fel. Ez a jelzés csupán a megfogalmazás eredetét és a szerzői jogokat jelzi, nem szolgál a cikkben szereplő információk forrásmegjelöléseként.